# 오싹한 연애
《오싹한 연애》는 2011년에 개봉한 대한민국의 영화 작품이다.

## 줄거리
이 세상 모든 연애는... 달콤하다? 짜릿하다? 로맨틱하다? 이 커플의 연애는 오싹하다! 남다른 ‘촉’때문에 평범한 생활은 물론 제대로 된 연애 한번 못해본 여자 여리(손예진)와 그녀에게 꽂혀버린 비실한 ‘깡’의 호러 마술사 조구(이민기). 달콤해야 할 두 사람의 만남은 그들의 행복을 방해하는 귀신들로 인해 하루하루가 공포특집이다. 이런 생활에 익숙한 여리와 달리 매번 생명의 위협을 느끼는 조구. 오싹한 난관에도 불구하고 이 연애를 포기할 수 없는 여리와 조구는 어금니 꽉 깨물고 목숨을 건 연애를 시작하는데...

## 출연진
- 손예진 - 강여리 역
- 이민기 - 조구 역
- 박철민 - 필동 역
- 김현숙 - 민정 역
- 이미도 - 유진 역
- 황승언 - 주희 역
- 윤지민 - 선우 역
- 이현진 - 기우 역
- 엄태구 - 마술쇼 피디 역
- 신성훈 - 구급대원 역
- 김보라- 승무원 역
- 김소희 - 여리 엄마 역